# AGM-137 TSSAM
Im Auftrag der U.S. Armee begann die Firma Northrop mit der Entwicklung der AGM-137 TSSAM, einem Stealth-Marschflugkörper.
Das Kürzel TSSAM steht für Tri-Service Standoff Attack Missile. Somit verrät der Name, dass die TSSAM für die drei großen Teilstreitkräfte, Air Force, Navy und Army, gedacht war. Bei der Air Force und Navy sollte sie den Namen AGM-137A und bei der Army den Namen MGM-137B erhalten. Im Jahre 1986 begann die Entwicklung der AGM bei Northrop. Dort konnte man auf die Erfahrungen, die man beim TACIT BLUE-Programm sammelte, zurückgreifen. Als Antrieb wurde ein Turbofan der Firma Williams gewählt, der der TSSAM eine Reichweite von rund 185 km ermöglichte.
Es sollten verschiedene Gefechtsköpfe verwendet werden. Für die Air Force und Navy war ein 1000 Pfund (450 kg) schwerer Sprengkopf vorgesehen, alternativ konnte der Marschflugkörper mit Submunition (BLU-97/B CEB) ausgestattet werden. Für die MGM-137 war dagegen nur die mit Submunition BAT (Brilliant Anti-Tank) ausgestattete Variante vorgesehen.  
Aber es gab schon technische Probleme beim Bau der ersten Prototypen, die sich auch bis zu den Flugtests nicht beheben ließen. Ging man 1986 davon aus, dass man pro TSSAM 728.000 US-Dollar zahlen müsste, waren es schon im Jahr 1994 2.062.000 US-Dollar. Diese hohen Kosten und die noch immer vorhandenen technischen Probleme ließen die U.S. Army schon im Jahr 1993 aus dem Programm aussteigen. Stattdessen entwickelte man die MGM-140 ATACMS, die ebenfalls mit der BAT-Submunition ausgestattet ist. Anfang Dezember 1994 wurde dann das Programm vom Department of Defense endgültig beendet. Danach begannen Air Force und Navy mit der Entwicklung der AGM-158 JASSM. 
Schon im Jahr 1991 wurde bekanntgegeben, dass die US-Streitkräfte an einem Flugkörper namens AGM-137 arbeiteten. Weitere Details wurden jedoch aufgrund der Geheimhaltung nicht bekanntgegeben.